# Marga (Roemenië)
Marga is een Roemeense gemeente in het district Caraș-Severin.
Marga telt 1254 inwoners.